# Campeonato Brasileño de Fútbol Femenino
El Campeonato Brasileño de Fútbol Femenino también conocido como Brasileirão Femenino es la principal competición de clubes de fútbol femenino de Brasil. Se disputa desde el año 2013 bajo la organización de la Confederación Brasileña de Fútbol.
El equipo campeón clasifica a la Copa Libertadores Femenina del año siguiente.
En 2017, la Confederación Brasileña de Fútbol cambió la fórmula de competencia,  redujo la primera división de 20 a 16 equipos y creó la Serie A2, también con 16 equipos. La expansión en el Campeonato Brasileño fue acompañado por la cancelación de la Copa de Brasil de Fútbol Femenino.

## Historia

### La prohibición y la era LINAF
La prohibición de que las mujeres jueguen al fútbol en Brasil se originó con el decreto-ley 3199 del 14 de abril de 1941, durante la dictadura del Estado Novo. Con el debilitamiento del poder militar y el movimiento Diretas Já , la Liga Nacional de Fútbol (LINAF) introdujo los primeros campeonatos nacionales de fútbol femenino.
Entre 1983 y 1989, la Taça Brasil de Futebol Feminino consagró a Radar como el primer campeón nacional de fútbol femenino, y además siendo seis campeones consecutivos entre 1983 y 1988, superando en las finales a equipos consagrados del fútbol masculino como Atlético Mineiro e Internacional. Pronto el campeonato cambiaría de nombre, pasando a ser el Torneo Nacional entre 1990 y 1991. También en 1991, se disputó también un segundo campeonato nacional, el Torneo de Futbol Feminino.

### Era CBF
Después de un año en 1992 sin ninguna competición, la Confederación Brasileña de Fútbol asumió la organización del torneo en 1993, que pasó a llamarse Taça Brasil de Clubes , y fue ganado por el Vasco da Gama.
En 1994, se realizó otro cambio de nombre, pasando a denominarse Campeonato Nacional Brasileño de Fútbol Femenino . Al igual que con el Brasileirão masculino en 1971 , tras la asunción de la CBF, las competiciones anteriores sufrieron un proceso de desprestigio. La competición se celebró hasta 2001, siendo cancelada tras la edición de 1995.

### 2002 a 2005
Durante los cuatro años siguientes no se disputó ningún campeonato nacional, con excepción del Cuadrangular de 2003, que contó con la participación de la Selección Brasileña Universitaria, Santos, Saad y CFZ.

## Equipos

### Equipos temporada 2024
Equipos participantes.
| Equipo              | Ciudad            | Estado            | Estadio                                | Capacidad |
| ------------------- | ----------------- | ----------------- | -------------------------------------- | --------- |
| América Mineiro     | Belo Horizonte    | Minas Gerais      | SESC Alterosas                         | 2 000     |
| Atlético Mineiro    | Belo Horizonte    | Minas Gerais      | SESC Alterosas                         | 2 000     |
| Avaí/Kindermann     | Caçador           | Santa Catarina    | Estadio Carlos Alberto da Costa Neves  | 6 500     |
| Botafogo            | Río de Janeiro    | Río de Janeiro    | Nilton Santos                          | 44 000    |
| Corinthians         | São Paulo         | São Paulo         | Estádio Parque São Jorge               | 18 500    |
| Cruzeiro            | Belo Horizonte    | Minas Gerais      | Estádio das Alterosas                  | 2 000     |
| Ferroviária         | Araraquara        | São Paulo         | Fonte Luminosa                         | 25.000    |
| Flamengo/Marinha    | Río de Janeiro    | Río de Janeiro    | Estádio da Gávea                       | 4.000     |
| Fluminense          | Río de Janeiro    | Río de Janeiro    | Laranjeiras                            | 8000      |
| Grêmio              | Porto Alegre      | Río Grande do Sul | CT Helio                               | 1.500     |
| Internacional       | Porto Alegre      | Río Grande do Sul | Beira-Rio                              | 50.128    |
| Palmeiras           | São Paulo         | São Paulo         | Estádio Nelo Bracalente                | 4.200     |
| Real Brasília FC    | Brasília          | Distrito Federal  | Estádio Ciro Machado do Espírito Santo | 1 500     |
| Red Bull Bragantino | Bragança Paulista | São Paulo         | Nabi Abi Chedid                        | 15010     |
| Santos              | Santos            | São Paulo         | Estadio Urbano Caldeira                | 16.068    |
| São Paulo           | São Paulo         | São Paulo         | Estadio Morumbi                        | 72.000    |

## Palmarés
| Año  | Campeón         | Final Resultado    | Subcampeón    |
| ---- | --------------- | ------------------ | ------------- |
| 2013 | Centro Olímpico | 2:2 2:1            | São José      |
| 2014 | Ferroviária     | 3:0 5:3            | Kindermann    |
| 2015 | Rio Preto       | 1:0 1:1            | São José      |
| 2016 | Flamengo        | 1:0 1:2 (gv)       | Rio Preto     |
| 2017 | Santos          | 2:0 1:0            | Corinthians   |
| 2018 | Corinthians     | 1:0 4:0            | Rio Preto     |
| 2019 | Ferroviária     | 1:1 0:0 (4-2 pen.) | Corinthians   |
| 2020 | Corinthians     | 0:0 4:2            | Kindermann    |
| 2021 | Corinthians     | 1:0 3:0            | Palmeiras     |
| 2022 | Corinthians     | 1:1 4:1            | Internacional |
| 2023 | Corinthians     | 0:0 2:1            | Ferroviária   |
| 2024 | Corinthians     | 3:1 2:0            | São Paulo     |

## Títulos por equipo
| Club            | Títulos | Subtítulos | Años campeón                       | Años subcampeón |
| --------------- | ------- | ---------- | ---------------------------------- | --------------- |
| Corinthians     | 6       | 2          | 2018, 2020, 2021, 2022, 2023, 2024 | 2017, 2019      |
| Ferroviária     | 2       | 1          | 2014, 2019                         | 2023            |
| Rio Preto       | 1       | 2          | 2015                               | 2016, 2018      |
| Centro Olímpico | 1       | 0          | 2013                               | ----            |
| Santos          | 1       | 0          | 2017                               | ----            |
| Flamengo        | 1       | 0          | 2016                               | ----            |
| São José        | 0       | 2          | ----                               | 2013, 2015      |
| Kindermann      | 0       | 2          | ----                               | 2014, 2020      |
| Palmeiras       | 0       | 1          | ----                               | 2021            |
| Internacional   | 0       | 1          | ----                               | 2022            |
| São Paulo       | 0       | 1          | ----                               | 2024            |

## Títulos por estado
| Estado             | Títulos | Subtítulos |
| ------------------ | ------- | ---------- |
| São Paulo          | 11      | 9          |
| Río de Janeiro     | 1       | 0          |
| Santa Catarina     | 0       | 2          |
| Río Grande del Sur | 0       | 1          |

## Goleadoras
| Año  | Jugadora         | Club            | Goles |
| ---- | ---------------- | --------------- | ----- |
| 2013 | Gabi Zanotti     | Centro Olímpico | 12    |
| 2014 | Raquel Fernandes | Ferroviária     | 14    |
| 2015 | Gabi Nunes       | Centro Olímpico | 14    |
| 2016 | Millene Karine   | Rio Preto       | 10    |
| 2017 | Soledad Jaimes   | Santos          | 18    |
| 2018 | Danyelle Helena  | Flamengo        | 15    |
| 2019 | Millene          | Corinthians     | 19    |
| 2020 | Carla            | Palmeiras       | 12    |
| 2021 | Beatriz          | Palmeiras       | 13    |
| 2022 | Cristiane        | Santos          | 13    |
| 2023 | Amanda Gutierres | Palmeiras       | 13    |
| 2024 | Amanda Gutierres | Palmeiras       | 15    |